# Saanen
Pour les articles homonymes, voir Saanen (homonymie).
Saanen, aussi appelée Gessenay en français, est une commune suisse du canton de Berne, situé dans l'arrondissement administratif du Haut-Simmental-Gessenay dont elle est le chef-lieu.
La station de ski de Gstaad est située dans cette commune.

## Géographie
La municipalité s'étend sur une surface de 119,7 kilomètres carrés. 52,8 % de cette surface sont agricoles, et 33,6 % sont forestiers, tandis que 4,2 % sont recouverts de routes ou constructions. Elle comprend les villages de Saanen, Gstaad, Abländschen, Bissen, Ebnit, Gruben, Grund, Kalberhöni, Saanenmöser, Schönried, et Turbach.

## Histoire
La région faisait partie au Xe siècle du royaume de Bourgogne. Le comté de Gessenay (actuellement le Saanenland), appartient du XIe à 1555 aux comtes de Gruyère, dont le blason représente une grue, aujourd'hui emblème de la commune. Leurs possessions allaient jusqu'à l'actuel lac de la Gruyère. Le premier comte de Gruyère, Guillaume Ier, naît au milieu du XIe siècle. Les Gruyère, avec Rodolphe II, deviennent vassaux de la Maison de Savoie à partir de 1246 et le demeurent, jusqu'en 1536. La région connaît une période de prospérité à partir du XVe siècle, qui attise les convoitises de Berne. Ses troupes envahissent le comté et détruisent le château, sous prétexte de droits de tenure non respectés. Les comtes récupèrent leur domaine en 1407. Après 1500 le comté rencontre des difficultés financières, des terres sont vendues peu à peu et le comté est en banqueroute en 1554. Il est partagé entre ses créanciers. L'année suivante, ce qui est maintenant le Saanenland est vendu aux bourgeois de Berne.

## Architecture

### L'église Saint-Maurice
L'église Saint-Maurice (XVe siècle), aujourd'hui protestante, comporte une tour d'origine romane et une nef de 1444-1447, restaurée en 1930 par Karl Indermühle. Après incendie, l'édifice subit encore une rénovation complète en 1940-1943. Les façades latérales prennent jour par des fenêtres en plein cintre de 1814-1817, tandis que des baies de même forme, mais plus récentes, ajourent le chœur.

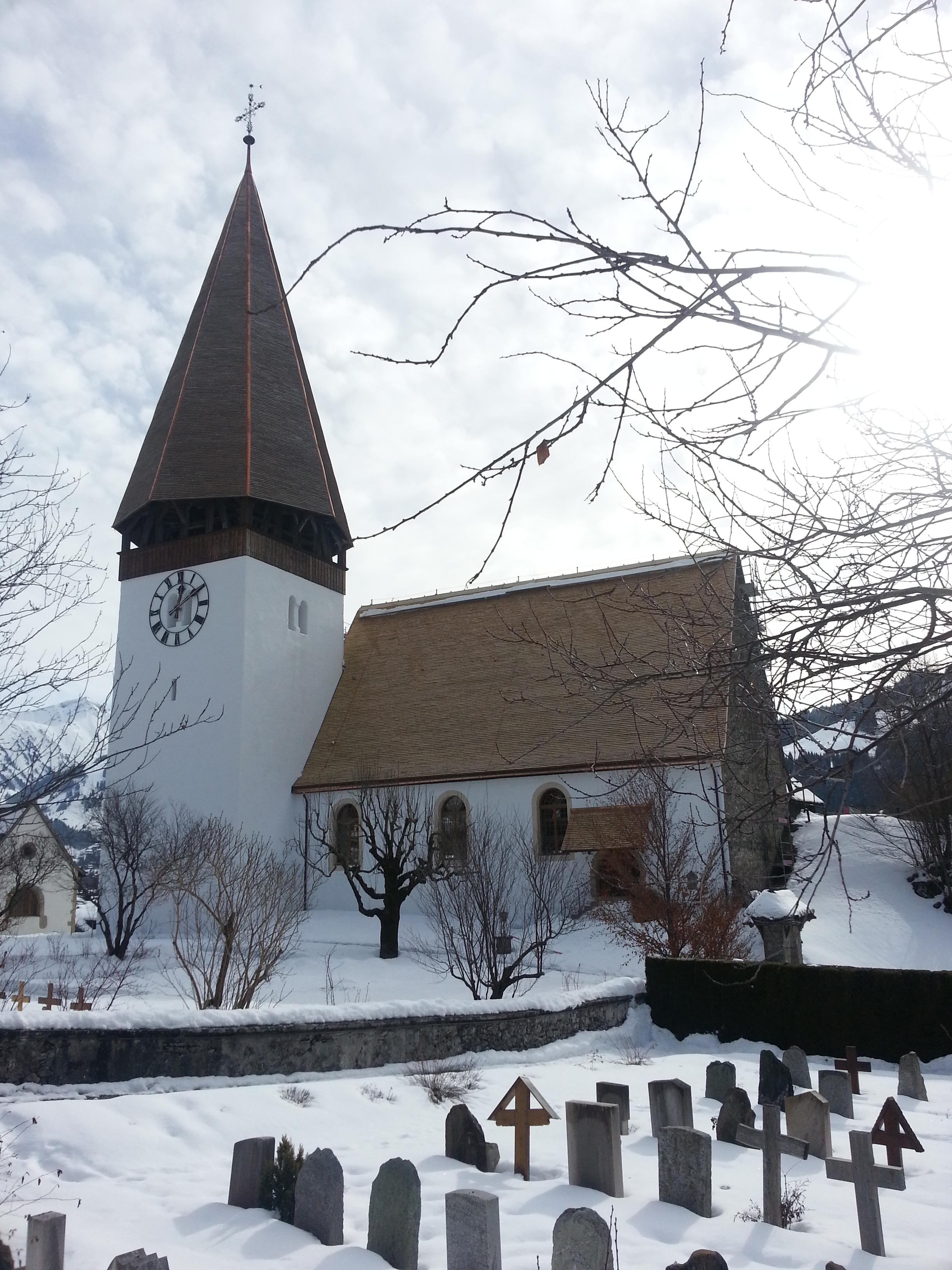
Église protestante de Gessenay, 2017.

Peintures murales. Sur les murs méridionaux du chœur et de la nef, figurent deux représentations de Saint-Christophe. D'importants décors peints de la seconde moitié du XVe siècle ont été découverts en 1927, 1942 et 1972. Sur la paroi nord de la nef, ont été mis au jour des fragments du Jugement dernier et une représentation du voile de Véronique. Sur le mur sud, on observe l'Adoration des Mages. Sur l'arc triomphal, le Couronnement de la Vierge et Christ fait prisonnier à Gethsémani. Au sommet, un Christ bénissant. Les décors peints du chœur illustrent des draperies et deux bienfaiteurs de l'église. Dans les angles, les quatre évangélistes, avec des Pères de l'Église. Le mur oriental montre des scènes de la vie de Marie et de l'enfance de Jésus. Sur le mur sud, le Massacre de la légion thébaine et le martyre du saint patron de l'église, Maurice.
Fonts baptismaux en grès du début du XVIe siècle. Chaire de style Renaissance, de 1628, par Hans Jakob Schärer. Abat-voix de 1646, en marqueterie. Le buffet d'orgue provient du Temple du Lac à La Neuveville, construit par Jacob Rychener en 1740-1746. Installé à Saanen, avec rétablissement de la polychromie originale, en 1984.

### Autres sites intéressants
Plusieurs pittoresques maisons en bois, souvent faussement qualifiées de « chalets », datent du XVe au XVIIIe siècle, avec des ornements caractéristiques et de riches inscriptions, notamment des versets bibliques. L'une des plus remarquables, au centre du village, abrite le musée d'histoire locale : Museum du Saanenland.

#### Solsana

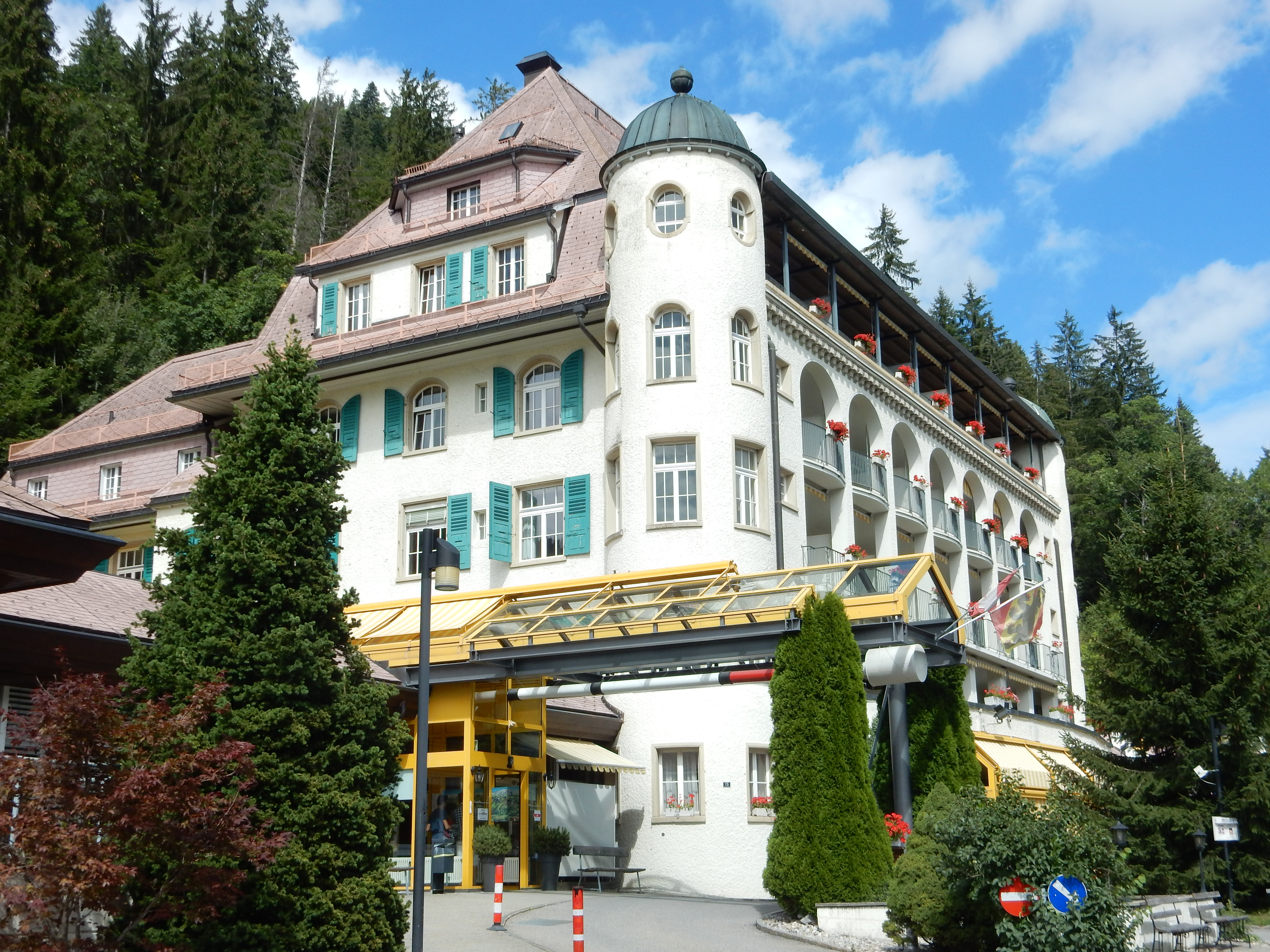
Hotel Solsana, Gessenay, 1913.

Bien plus haut, dans le quartier d'Underbort, sur la pente dominant le village, on remarque la masse imposante, dans le goût Heimatstil, du bâtiment Solsana. Avec ses cinq étages largement ajourés d'arcades et flanqué de tourelles cylindriques coiffées d'une coupole, l'immeuble affiche son histoire plus que centenaire. Il a été créé en 1913 par les médecins Fritz Ris et Hans Reber, comme sanatorium pour des patients atteints de tuberculose osseuse. D'emblée, l'institution est soumise à une servitude : elle ne peut appartenir qu'à des entreprises d'intérêt public. De grandes difficultés conjoncturelles surgissent bientôt, avec la Première Guerre mondiale, tout d'abord, puis, après quelques années propices entre 1923-1929, avec la crise économique des années 1930. Le Dr Ris, lui-même malade, quitte la direction en 1931 et en 1939, le Dr Reber ferme le sanatorium. Il meurt en 1945. L'édifice, acquis par la clinique Heiligenschwendi, est rouvert en 1946 après six ans de fermeture, et cette fois dédié aux soins d'enfants asthmatiques ou tuberculeux. Toutefois, en 1970, la tuberculose est en grande partie vaincue et l'asthme provisoirement en voie de diminution. La Fédération suisse des aveugles et malvoyants décide en 1972 l'acquisition de cette clinique délabrée. Après une rénovation complète, l'établissement, devenu maison de vacances et de formation pour aveugles et malvoyants, rouvre en 1974. Une aile ouest est ajoutée en 1981. Puis, en 1993-1994, l'édifice subit une nouvelle rénovation complète, opération qui le transforme en confortable hôtel de classe moyenne.

## Vie culturelle
- Festival Yehudi Menuhin

## Transports

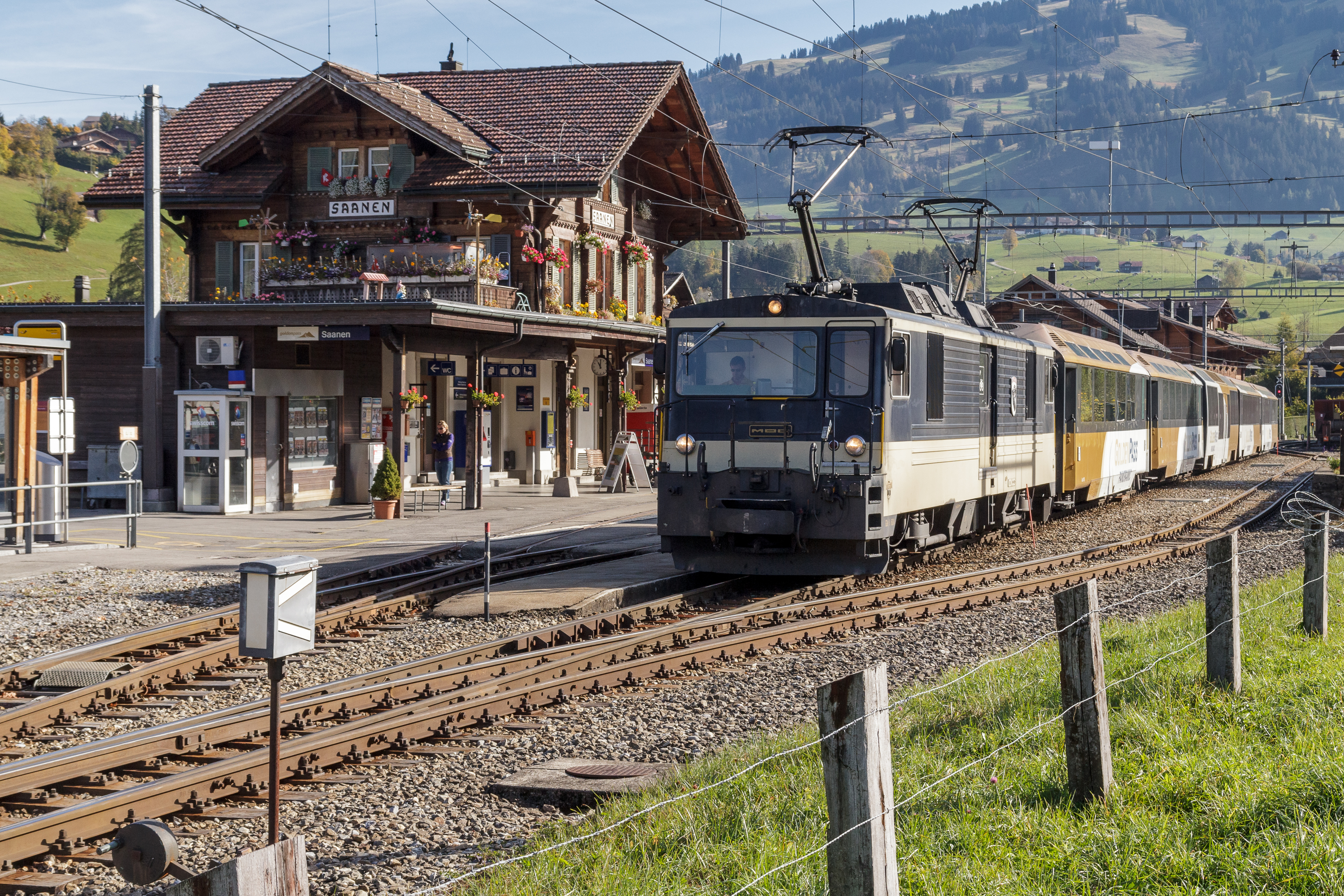
Gare de Saanen avec le train Golden Pass Panoramic.

- La gare ferroviaire de Saanen est située sur la ligne MOB du Golden Pass, ligne touristique comportant des voitures panoramiques.
- L'aérodrome de Saanen (code OACI : LSGK) est situé à l'ouest du village, sa piste longe la voie de chemin de fer et une de ses extrémité est proche de la gare.

## Population
La population résidente est en décroissance. La première langue est l'allemand (dialecte suisse alémanique de l'Oberland bernois), langue natale de 82 % de la population. La plupart des habitants parlent le français comme seconde langue, à cause du tourisme et la proximité de la frontière linguistique avec Rougemont et la Suisse romande. L'anglais est aussi pratiqué pour le commerce et le tourisme.
En 2007, 24,3 % de la population avait moins de vingt ans ; et 15,4 % plus de soixante-quatre ans. Le taux de chômage était de 1,95 %.

## Jumelage
Gessenay est jumelée avec Cannes, Darmstadt et La Massana.